# Aaron Hill (baseball)
Pour les articles homonymes, voir Aaron Hill et Hill.
Aaron Walter Hill (né le 21 mars 1982 à Visalia, Californie, États-Unis) est un joueur de deuxième but et de troisième but de la Ligue majeure de baseball.
Il compte une présence au match des étoiles (2009) et un Bâton d'argent avec les Blue Jays de Toronto. Il évolue pour les Blue Jays de 2005 à 2011 avant de s'aligner avec les Diamondbacks de l'Arizona de 2011 à 2015.

## Carrière

### Blue Jays de Toronto

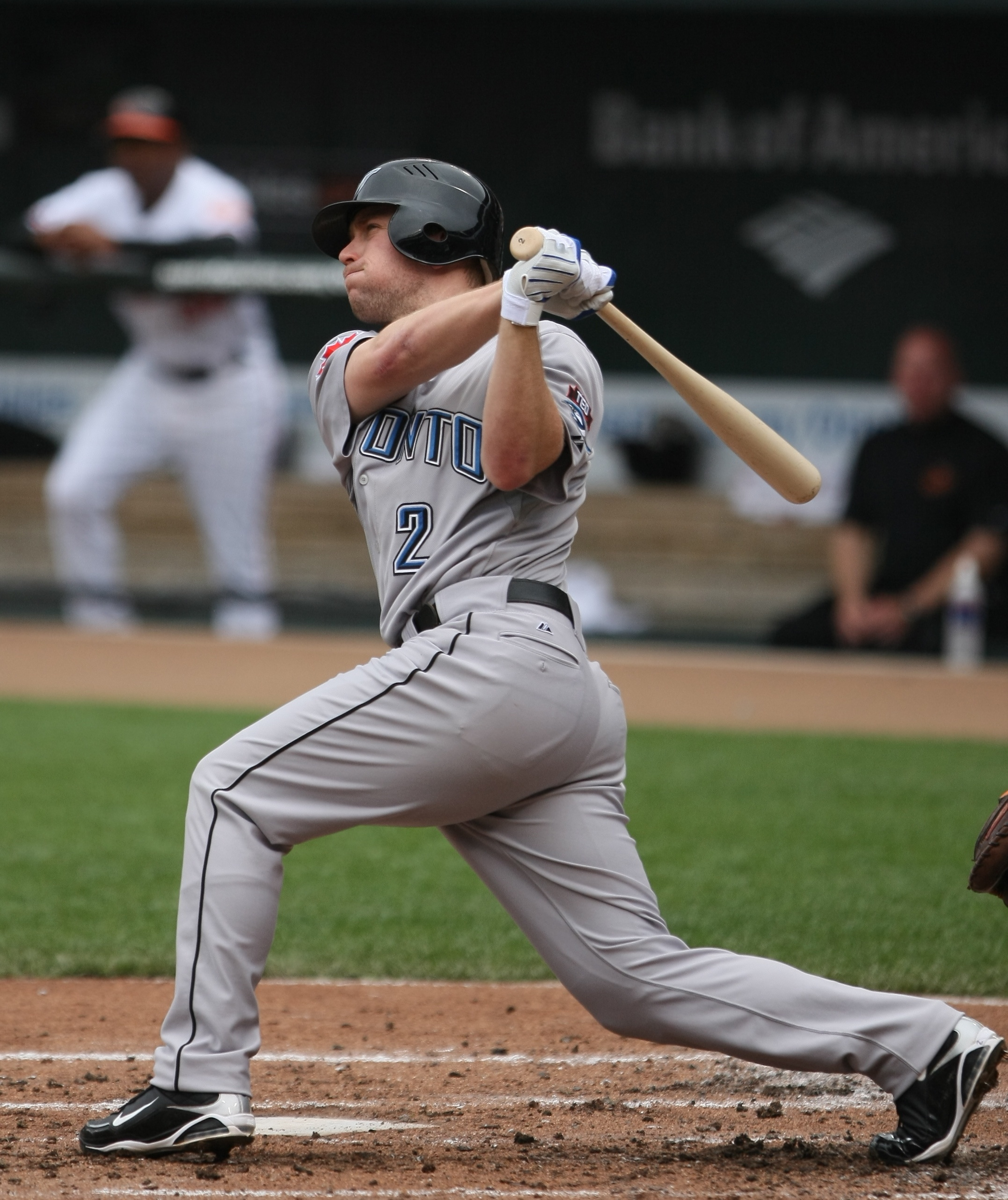
Aaron Hill en 2009 avec les Blue Jays de Toronto.

Aaron Hill, ancien joueur de l'Université d'État de Louisiane, est repêché au premier tour de sélection (13e choix) des Blue Jays de Toronto en 2003.
Il a fait ses débuts avec les Jays le 20 mai 2005.
Il produit 40 points à sa saison recrue en 2005, puis enchaîne avec des saisons de 50 et 78 points produits. 
Le 29 mai 2007, Hill réussit un des exploits les plus difficiles du baseball en volant le marbre face aux Yankees et au lanceur Andy Pettitte,.
En 2008, il est tenu à l'écart du jeu après une commotion cérébrale subie lorsqu'il entre violemment en collision avec David Eckstein, des A's, lors d'un match le 29 mai à Oakland,, et ne joue que dans 55 des 162 parties des Blue Jays.
Aaron Hill connaît un début de saison remarquable en 2009 et franchit le plateau des 20 coups de circuit avant la mi-saison, surpassant son sommet personnel de 17 établi en 2007. Il est invité à participer au match des étoiles du baseball majeur, une première sélection pour lui. Invité comme réserviste pour la partie d'étoiles, il entreprend le match comme partant au deuxième but après que le joueur élu à cette position, Dustin Pedroia, ait déclaré forfait pour des raisons familiales. En septembre, il devient le premier joueur de deuxième but de l'histoire des Blue Jays à atteindre le plateau des 100 points produits en une saison. Il termine la saison avec 36 circuits et 108 points produits tout en menant les majeures pour le nombre d'apparitions officielles (682) ou non officielles (734) au bâton. Ses performances offensives lui valent un premier Bâton d'argent à la position de deuxième but dans la Ligue américaine.

### Diamondbacks de l'Arizona
Le 23 août, les Blue Jays échangent Aaron Hill et le joueur d'avant-champ John McDonald aux Diamondbacks de l'Arizona en retour du joueur de deuxième but Kelly Johnson. Il termine la saison 2011 en frappant pour ,315 de moyenne au bâton en 33 matchs pour Arizona. Puis il obtient cinq coups sûrs, dont un coup de circuit, et produit un point dans la série de divisions où les Diamondbacks, champions de la division Ouest de la Ligue nationale, sont éliminés par les Brewers de Milwaukee.
Devenu agent libre, Hill accepte le 15 novembre 2011 un contrat de deux saisons avec Arizona.
Aaron Hill réussit un cycle (un simple, un double, un triple et un circuit dans un même match) le 18 juin 2012 lors d'une visite des Mariners de Seattle en Arizona. Il répète l'exploit le 29 juin suivant face aux Brewers de Milwaukee, pour devenir le premier joueur du baseball majeur à réussir deux cycles en une même saison depuis Babe Herman des Robins de Brooklyn en 1931.

### Brewers de Milwaukee
Avec le lanceur droitier Chase Anderson et l'arrêt-court des ligues mineures Isan Diaz, Hill est le 30 janvier 2016 échangé d'Arizona aux Brewers de Milwaukee contre l'arrêt-court Jean Segura et le lanceur droitier Tyler Wagner.

### Red Sox de Boston
Le 7 juillet 2016, Milwaukee échange Aaron Hill aux Red Sox de Boston contre deux joueurs des ligues mineures, le joueur d'avant-champ Wendell Rijo et le lanceur droitier Aaron Wilkerson.

### Giants de San Francisco
Hill joue en 2017 pour les Giants de San Francisco.